# 51/13 Singles Collection
Albums de Aphex Twin
Richard D. James
(1996) Come to Daddy
(1997)
51/13 Singles Collection est une compilation d'Aphex Twin, sorti en 1996.
Seul album édité uniquement au Japon à ce jour, 51/13 Singles Collection est une compilation des EP de On/On Remixes, Donkey Rhubarb et Ventolin/Ventolin Remixes qui n'avaient pas été sortis au Japon. Cette édition japonaise est sortie, comme tous les CD et jeux vidéo au Japon, avec un Obi-strip (une bande de papier placée à cheval sur le côté gauche du boîtier avec des informations sur l'album en Japonais) et dans un boîtier plastique transparent. Le 51/13 du titre fait référence au fait que la durée totale des morceaux égale 51 minutes et 13 secondes. Cette édition est aussi sortie en Australie sans le Obi-strip.
Cette édition identifie de manière incorrecte les morceaux 1 et 7 comme étant simplement On et 73-Yips. De la même manière, les morceaux 3 et 9 sont mal orthographiés : Ventolin (crowsmangegus mix edit) et Ventolin (marazavose mix edit).
Le morceau intitulé Ventolin (marazanvose mix edit) est en fait un montage des dernières 1:07 minutes de Ventolin (praze-an-beeble mix) plus la totalité du Ventolin (marazanvose mix).

## Liste des titres
| No  | Titre                                    | Remix        | Durée |
| --- | ---------------------------------------- | ------------ | ----- |
| 1.  | On (US Edit)                             |              | 6:49  |
| 2.  | Pancake Lizard                           |              | 4:30  |
| 3.  | Ventolin (Crowsmengegus Mix Edit)        |              | 1:40  |
| 4.  | Ventolin (Cylob Mix)                     | Cylob        | 5:02  |
| 5.  | Donkey Rhubarb                           |              | 5:58  |
| 6.  | Ventolin (Deep Gong Mix)                 | Luke Vibert  | 6:17  |
| 7.  | 73 Yips                                  |              | 4:13  |
| 8.  | Icct Hedral (Philip Glass Orchestration) | Philip Glass | 7:56  |
| 9.  | Ventolin (Marazanvose Mix Edit)          |              | 3:18  |
| 10. | Ventolin (Asthma Beats Mix)              |              | 1:40  |
| 11. | Ventolin (Carharrack Mix)                |              | 2:49  |
| 12. | Respect List                             |              | 0:39  |